# Östra skäret (vid Väderskär, Vårdö, Åland)
Östra skäret är en ö i Åland (Finland). Det ligger i Skärgårdshavet och i kommunen Vårdö i landskapet Åland, i den sydvästra delen av landet. Ön ligger omkring 45 kilometer nordöst om Mariehamn och omkring 250 kilometer väster om Helsingfors.
Öns area är 10,5 hektar och dess största längd är 460 meter i sydöst-nordvästlig riktning.